# Zygmunt Zagórski
Zygmunt Zagórski (ur. 16 sierpnia 1926 w Wilnie, zm. 28 marca 2013 w Poznaniu) – polski językoznawca, badacz gwary poznańskiej i nazewnictwa miejscowego Poznania, działacz społeczny. Redaktor fundamentalnego dzieła Nazewnictwo geograficzne Poznania (2008), za które otrzymał nagrodę naukową władz miasta.

## Życiorys
Urodził się w rodzinie nauczycielskiej (rodzice - Antoni i Aleksandra z Rutkowskich nauczali w szkole średniej). Przed II wojną światową mieszkał w Grudziądzu i Działdowie. Podczas wojny zatrudniony jako robotnik w Rudziszkach. Żołnierz Armii Krajowej, pseudonim Roch. Walczył z Rosjanami, Niemcami i Litwinami. 12 stycznia 1945 aresztowany przez NKWD i więziony w Trokach (zraniono go tutaj w głowę pistoletem). Przeniesiony do aresztu na wileńskich Łukiszkach i torturowany. Zwolniony 4 czerwca 1945 (amnestia).
Od 1 grudnia 1949 zatrudniony na Uniwersytecie Poznańskim (zastępca asystenta). Od 1952 asystent, od 1955 starszy asystent, od 1967 adiunkt, od 1968 docent etatowy w Katedrze Języka Polskiego. Doktorat obronił w 1960, a habilitował się w 1968. Profesor nadzwyczajny od 1982, a zwyczajny od 1991. W latach 1969–1974 kierownik Zakładu Metodyki Nauczania Języka Polskiego i Literatury Instytutu Filologii Polskiej UAM, a w latach 1981–1982 prodziekan Wydziału Filologicznego (zrezygnował w proteście przeciw wprowadzeniu stanu wojennego). W latach 1984–1986 członek senatu UAM. Usunięty z tej funkcji przez rektora Jacka Fisiaka (członka PZPR zwalczającego opozycję na uniwersytecie - Zagórski był członkiem Solidarności od września 1980).
W latach 1990–1994 radny Poznania (Komitet Obywatelski). Od 1990 członek Światowego Związku Żołnierzy AK (wystąpił z tej organizacji w 2003 w proteście przeciwko nawoływaniu przez Związek do poparcia wejścia Polski do Unii Europejskiej).
Pochowany na cmentarzu Jeżyckim.

## Odznaczenia
- Złoty Krzyż Zasługi (1974),
- Medal Komisji Edukacji Narodowej (1993),
- Krzyż Kawalerski Orderu Odrodzenia Polski (1982),
- Palmae Universitatis Studiorum Posnaniensis (2009),
- odnowienie doktoratu (2011),
- Odznaka pamiątkowa Akcji „Burza”,
- Krzyż Armii Krajowej,
- Krzyż Więźnia Politycznego,
- Odznaka Weterana Walk o Niepodległość,
- Krzyż Partyzancki,
- Odznaka Żołnierz Kresowy AK[2].